# 보그단 로본츠
보그단 로본쓰(루마니아어: Bogdan Lobonț, 1978년 1월 18일 ~ )는 루마니아의 전 축구 선수로, 포지션은 골키퍼이다.

## 축구인 경력

### 선수 경력
1995년 고향인 후네도아라를 연고로 한 코리비눌 후네도아라에서 선수 생활을 시작하여 2000년까지 루마니아에서 활약하다 2000년 여름 AFC 아약스로 이적하였다. 하지만 부상과 경험 부족 등의 요인으로 주전 출장 기회를 잡지 못하였고 디나모 부쿠레슈티로 임대되었다.
임대에서 복귀한 이후엔 주전 골키퍼로 도약하였으며 2006년 ACF 피오렌티나로 이적하였다. 세바스티앵 프레이의 부상 공백을 훌륭히 메웠으나 프레이가 부상에서 복귀하자 이내 후보 골키퍼로 밀려났다. 소속팀에서 경기 출전 기회를 잡지 못하자 국가대표팀에서의 입지도 흔들리기 시작하였고 로본츠는 정기적인 경기 출전을 위해 디나모 부쿠레슈티로 이적하며 자국 리그로 복귀하였다.
2009년 AS 로마가 임대 후 완전 영입 조건으로 로본츠를 영입하였다.